# Morawski Waglewski Nowicki Hołdys
Morawski Waglewski Nowicki Hołdys (MWNH) – polski zespół rockowy powstały w 1984 roku. Pomysł założenia zespołu narodził podczas sesji nagraniowej albumu I Ching, który powstawał pomiędzy grudniem 1982 a październikiem 1983 w studiu radiowej Trójki.
W jego skład weszli: perkusista Wojciech Morawski, wokalista i gitarzysta Wojciech Waglewski, basista Andrzej Nowicki oraz wokalista i gitarzysta Zbigniew Hołdys. W tym składzie zrealizował album Świnie (1985). W 1985 roku Waglewski powołał do życia nowy zespół, Voo Voo, niemal w tym samym składzie (bez Hołdysa, za to z Milo Kurtisem).

## Dyskografia
- Świnie (1985) (jako Morawski Waglewski Nowicki Hołdys)

Składanki
- 1971–1991 Historie Nieznane (1991) (kompilacja grupy Perfect)